# Büyükörtülü, Sarız
Büyükörtülü là một xã thuộc huyện Sarız, tỉnh Kayseri, Thổ Nhĩ Kỳ. Dân số thời điểm năm 2008 là 87 người.